# Istenszülő elszenderedése fatemplom (Tyikló)
A Tyikló szélén elhelyezkedő Strâmba kolostor Istenszülő elszenderedése fatemploma műemlékké nyilvánított épület Romániában, Szilágy megyében, . A romániai műemlékek jegyzékében az  SJ-II-m-A-05091 sorszámon szerepel.